# Krstac, Budva
Krstac este un sat din comuna Budva, Muntenegru. Conform datelor de la recensământul din 2003, localitatea are 18 locuitori (la recensământul din 1991 erau 7 locuitori).

## Demografie
În satul Krstac locuiesc 15 persoane adulte, iar vârsta medie a populației este de 38,9 de ani (38,6 la bărbați și 39,3 la femei). În localitate sunt 7 gospodării, iar numărul mediu de membri în gospodărie este de 2,57.
|  |

| Demografie | Demografie | Demografie |
| An         | Locuitori  | Locuitori  |
| ---------- | ---------- | ---------- |
|            |            |            |
|            |            |            |
|            |            |            |
|            |            |            |
| 1948       | 52         |            |
| 1953       | 56         |            |
| 1961       | 48         |            |
| 1971       | 38         |            |
| 1981       | 13         |            |
| 1991       | 7          | 7          |
| 2003       | 18         | 18         |

| \| Componența etnică conform recensământului din 2003[2] \| Componența etnică conform recensământului din 2003[2] \| Componența etnică conform recensământului din 2003[2] \| Componența etnică conform recensământului din 2003[2] \| Componența etnică conform recensământului din 2003[2] \| \| ----------------------------------------------------- \| ----------------------------------------------------- \| ----------------------------------------------------- \| ----------------------------------------------------- \| ----------------------------------------------------- \| \| \| \| \| \| \| \| Muntenegreni \| Muntenegreni \| \| 13 \| 72,22% \| \| Sârbi \| Sârbi \| \| 3 \| 16,66% \| \| necunoscută \| necunoscută \| \| 2 \| 11,11% \| |              |  |    |        |
| Componența etnică conform recensământului din 2003 |              |  |    |        |
| |              |  |    |        |
| Muntenegreni | Muntenegreni |  | 13 | 72,22% |
| Sârbi | Sârbi        |  | 3  | 16,66% |
| necunoscută | necunoscută  |  | 2  | 11,11% |